# Emma Sandile
Emma Sandile, née en 1842, morte en 1892, également connue sous le nom de Princesse Emma, est la fille du roi xhosa Rharhabe (en) Mgolombane Sandile (en). Elle a été éduquée par les Britanniques dans la colonie du Cap, et est devenue plus tard propriétaire terrien, probablement la première femme noire à détenir un titre foncier en Afrique du Sud.

## Biographie
Née en 1842, Emma Sandile est la fille du roi xhosa Rharhabe Mgolombane Sandile. Celui-ci avait envoyé sa fille Emma et ses deux fils au Cap pour qu'ils y soient éduqués,. Leur statut exact est mal connu : l'évêque anglican Robert Gray les qualifie d'« otages pour la paix et la prospérité de leur pays ». À l'époque, le peuple Xhosa, dont les Ngqika font partie, se rebellent régulièrement contre l'Empire britannique et la colonie du Cap. C'est ce qui est appelé les Guerres cafres. Les enfants restent d'abord chez Robert Gray et sa femme, puis fréquentent le Zonnebloem College. Les Britanniques espérent qu'Emma et son frère aîné Gonya, qui était l'héritier de Sandile, se révèlent être des personnes influentes pour leur peuple.
Emma Sandile se met à écrire sur ses expériences. C'est le premier écrit connu en anglais d'une femme xhosa. Elle arrive au collège à l'âge de 16 ans, avec deux autres filles en guise de compagnie et 18 garçons. Au début, il n'y a pas d'éducation spécifique pour les filles, qui se mettent à cuisiner et à coudre. Au bout d'un an, un professeur est engagé pour elles, et Emma est baptisée six mois plus tard. Elle cherche à retourner chez les Xhosa pour de brèves périodes, mais ceci lui est refusé : George Grey, gouverneur de la colonie du Cap, craint qu'elle ne soit mariée à un non-chrétien. Grey lui accorde toutefois la propriété d'une ferme. Elle est peut-être la première femme noire d'Afrique australe à avoir des terres enregistrées à son nom.
Il y eut ensuite une lutte entre son père, qui souhaite qu'elle épouse un chef africain, et l'évêque Gray. Finalement, un accord est trouvé pour qu'elle soit fiancée puis mariée à Ngangelizwe du Thembuland (en), un chef qui s'intéresse au christianisme. Le mariage est annulé, après des désaccords sur le mariage et les pratiques de mariage, et parce que Ngangelizwe souhaitait utiliser un ministre wesleyen au lieu d'un prêtre anglican. Emma devient enseignante dans une mission à Grahamstown et devient aussi la seconde épouse de Stokwe Ndela, un chef des Mqwathi. Bien qu'elle soit la seconde épouse, elle est aussi considérée comme sa première épouse, en raison de sa lignée. Cependant, il est tué par les Britanniques au cours d'une révolte en 1881, et les Thembu prétendirent qu'elle a aidé à causer sa mort.
Son mari lui laisse d'autres terres, et Emma réussit à faire en sorte que la terre soit mise à son nom. La ferme se trouve à Ciskei, dans le sud-est de l'Afrique du Sud moderne. Emma décéde en 1892, laissant les terres à ses quatre filles et à son fils, dont aucun n'a été élevé chrétiennement. Des litiges juridiques concernant les terres lui appartenant continuent jusque dans les années 1980.